# بدارة (مسلسل)
بدارة هو مسلسل مصري ضم عدد كبير من نجوم التمثيل المصريين. المسلسل من تأليف عزة الشربيني، وإخراج محسن فكري وأنتج عام 1999. تدور أحداث المسلسل حول زواج بدارة من زوج أختها وقيامها بتربية أولاد أختها الثلاثة حتى يصبح لكل منهم قصة يعرضها المسلسل بشكل تشويقي.

## الممثلون والأدوار
| - معالي زايد "بدارة" - سامي العدل "الحمصاني" - المنتصر بالله "قنديل" - حمادة هلال "هارون" - أماني البحطيطي "لوزة" - خالد زكي "سليم السكري" - نسرين يوسف "دينا" - حسن مصطفى "عباس" - محمد نجاتي "شهاب" - محمود القلعاوي "قدورة" | - تهاني راشد "فرنسا" - صفاء جلال "سمرا" - إحسان القلعاوي "تفيدة ام احسان" - أحمد سلامة "احسان" - جمال إسماعيل "دكتور عزت" - نهال عنبر "فيفي" - أحمد عقل "البسيوني" - كرم الواحي "سمعه" - ياسر فرج "سامي شركس" - محمد خضر "كولر" | - عبدالغني ناصر "دكتور رضوان" - نسرين سعدالدين "راندة" - عصام شاهين "دكتور فوزي" - علية الجباس "أم نعيمة" - شيرين السواح "نعيمة" - مجدي بدر "نشأت فتح الله" - محمود عزت "باهر البسيوني" - حسن عثمان "حمادة" - نبوية السيد "أم عباس" - هناء بركات "ناجية" |